# アトック橋
アトック橋（ウルドゥー語: اٹک پل、英: Attock Bridge）は、パキスタン・イスラム共和国のAttock KhurdおよびKhairabad Kund間にある、インダス川に架かる鉄道橋である。1979年に新たな橋「ニュー・アトック・ブリッジ」が建設されたことに対応して、オールド・アトック・ブリッジなどとも呼ばれる。

## 歴史
アトック橋はパンジャーブ州およびカイバル・パクトゥンクワ州間のインダス川において、当橋梁は最も重要となる戦略的および商業的な横断地点の1つであるため、重厚な要塞化がなされている。当橋梁は当初、ギルフォード・モールスワーズ卿によって設計されており、1883年5月24日に供用開始されている。建設に掛かった費用は、320万ルピー以上であった。
フランシス・キャラハン卿によって、当橋梁の構造が再設計されており、250万ルピーの費用を掛けて、1929年に再建されている。当橋梁は、2階建ておよび5径間の構造をしている。3径間は長さ257フィート (78 m)であり、2径間は長さ312フィート (95 m)である。上段が鉄道用として、下段が車道用として利用される、鉄道道路併用橋である。近くのパシュトゥーン部族からの襲撃に対する防御として、当橋梁へのアプローチ部が強固な要塞として建設されている。
当橋梁は、有名な大幹道の一部であった。1979年に、新しい車道用の橋梁が建設されており、道路交通は当橋梁から新しい橋梁へと移された。
新しい橋梁は、ニュー・アトック橋として知られている。アトック橋は、鉄道用として継続して利用されている。

## 写真集

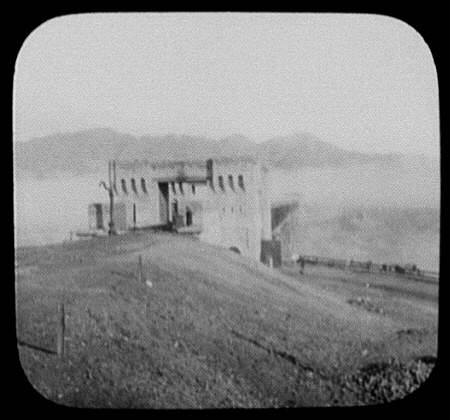
要塞化されたアトック・ブリッジへのアプローチ部（1895年）
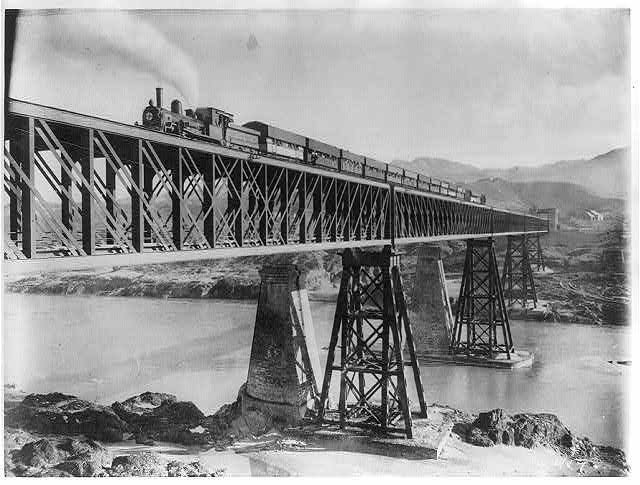
アトック・ブリッジ（1895年）